# Magadis
El magadis (μάγαδις) es un instrumento musical de cuerda usado antiguamente en Grecia, parecido al arpa y a la cítara, que tenía originalmente 20 cuerdas y que con el transcurso del tiempo llegó a tener hasta 40.
Este instrumento se afinaba por series de octavas, y de ahí el verbo «magidizar» (μαγαδίζω), sinónimo de octavar.
El poeta Anacreonte lo llamó Magadis lidia de 20 cuerdas. 
El nombre magadis se aplicó durante la Edad Media al monocordio.